# Dan Covătaru
Dan Covătaru (n. 20 ianuarie 1944, Cernăuți) este un sculptor român, care lucrează în prezent ca profesor de sculptură la Universitatea de Arte „George Enescu” din Iași.

## Biografie
Dan Covătaru s-a născut la data de 20 ianuarie 1944 în orașul Cernăuți (în acel moment parte a României). A copilărit la Dorohoi și a început să fie pasionat de desen încă din clasele primare.
A studiat la Liceul nr. 1 din Dorohoi, iar după trecerea treptei a II-a a studiat la Liceul de Arte Plastice „Octav Băncilă” din Iași (1960-1963). A urmat apoi cursurile Institutului de Arte Plastice “Nicolae Grigorescu” din București (1963-1969), cu diploma de licență în arte, specialitatea sculptură, la clasa prof. Ion Irimescu.
După absolvirea liceului, între anii 1963-1972, a lucrat ca profesor la Liceul nr. 7 „Al. I. Cuza” din Iași. Începând din anul 1973 a fost cooptat în învățământul superior, ca asistent universitar titular la Catedra de Arhitectură de la Facultatea de Construcții din cadrul Institutului Politehnic „Gh. Asachi” din Iași (1973-1981). Se transferă apoi la Catedra de Sculptură de la Facultatea de Arte Plastice, Decorative și Design din cadrul Academiei de Arte „George Enescu” din Iași pe posturile de asistent titular (1981–1990), lector (1990-1995) și conferențiar (din 1995).
A fost coordonator de disciplină la Specializarea Sculptură (1997–2004) și este, din anul 1997, șef catedra a IX-a la Facultatea de Arte plastice, Decorative și Design, coordonând lucrări de gradul I și participând în comisii de acordare de grade didactice și titularizări.

## Activitate artistică
Începând din anul 1969, Dan Covătaru a participat constant la expoziții județene, bienale, republicane, colective zonale și internaționale.
În anul 1974, devine membru definitiv al Uniunii Artiștilor Plastici (UAP), fiind cu scurte întreruperi membru ales în Biroul de conducere al U.A.P. Iași (1974-2004) și președinte al U.A.P. filiala Iași (1989-1990).
A realizat un număr mare de expoziții personale la Galeria “Apollo” din București (1971, 1973), Galeria ”Eforie” din București (1978), Casa de Cultură “Gabor Andor” din Nagyatad, Ungaria – grafica și sculptură (1979), Galeria de Artă “Cupola” din Iași (1981), Galeria de Artă “Șt. Luchian” din Botoșani (1986), Casa de Cultură din Siret (1987), Muzeul Literaturii Române “Casa Pogor” din Iași (1993), Galeria de Artă “Căminul artei” din București (1995), Galeria de Artă “J. L. Calderon” din București (1996), Galeria de Artă “Chagall” din Haifa, Israel (1999), Muzeul “Vasile Pogor”- Casa Memorială “M. Sadoveanu” (2006).
De asemenea, a participat cu lucrări la o serie de expoziții colective ale UAP Iași, atât în țară, cât și în străinătate.

## Lucrări de sculptură

### Lucrări monumentale
- 1971 – Basorelief (marmură) – Prefectura Iași
- 1981 – “Margareta Mușat” (piatră) – Siret
- 1989 – “Soldatul român” (piatră) – Cimitirul eroilor “Eternitatea” - Iași
- 1990 – “Mihai Eminescu” (ipsos) – Copou, Iași
- 1995 – “Ștefan cel Mare" (bronz) – localitatea Ștefan Vodă - R. Moldova
- 1995 – “Ștefan cel Mare" (bronz) – Iași

### Busturi monumentale
- 1973 – “Alecu Russo” (bronz) – Vaslui
- 1975 – “Spiru Haret” (bronz) – Universitatea "Al. I. Cuza" din Iași
- 1976 – “George Enescu” – bust compozițional (bronz) – Iași
- 1985 – ”I. Negruzzi” (bronz) – Casa Pogor din Iași
- 1988 – “Mihail Sadoveanu” (bronz și piatră) –  ansamblul compozițional – Casa memorială "Mihail Sadoveanu" din Iași
- 1993 – “Nicu Gane” (bronz) – Casa memorială "Nicu Gane" din Iași
- 1994 – “Otilia Cazimir” (bronz) – Casa memorială "Otilia Cazimir" din Iași
- 1995 – “Ion Inculeț” (piatră artificială) – Bârnova, Iași
- 1996 – “Scarlat Pastia” (bronz) – Cimitirul “Eternitatea” din Iași
- 1997 – “Ioanid Romanescu” (bronz) -  Voinești, Iași
- 1998 – “Ștefan cel Mare” (piatră artificială) - Taul – R. Moldova
- 1999 – “C. L. Rusu” (bronz) - Cimitirul “Eternitatea” din Iași
- 2000 – “Alexei Mateevici” (bronz) – Căușeni – R. Moldova
- 2003 – “Sergiu Celibidache” (bronz) – Iași
- 2003 – “Ion Creangă” (bronz) – Căușeni - R. Moldova
- 2003 – “Neculai Popinceanu” (bronz) – Universitatea Tehnică “Gh. Asachi” din Iași
- 2004 – “Ștefan cel Mare și Sfânt” (bronz) – Mănăstirea Dobrovăț – Iași

## Distincții
- Diplomă la Festivalul Artei Studențești din București (1968)
- Premiu la Festivalul literar-artistic “George Bacovia” din Bacău (1971)
- Medalia “30 ani de la Eliberarea României de sub dominația fascistă” (1974)
- Diplomă oferită de revista “Convorbiri literare” (1987)
- Premiul criticii – Revista “Convorbiri literare” (1988)
- Premiul “Vasile Pogor” și “Nicolae Gane” – Societatea culturală “Junimea” din Iași (1993)
- Diploma oferită de “Fundația M. Guguianu” (1994)
- Premiul II – Asociația culturală “Ștefan cel Mare” din Bacău (1995)
- Premiul pentru sculptură - UAP Iași (1999)
- Premiul pentru Excelență “Corneliu Baba” – Consiliul Județean Iași și Artis Iași (2001)
- Premiul pentru sculptură “Iftimie Bârleanu” – Artis Iași (2002)
- Premiul pentru lucrarea “Arhitect” – “Saloanele Moldovei” – Bacău- Chișinău (2002)
- Distincție de vrednicie a Mitropoliei Moldovei și Bucovinei (2004)
- Ordinul “Meritul Cultural” în grad de “Cavaler” – Președinția României (2004)
- Diplomă de Excelență - Universitatea de Arte "G. Enescu" din Iași (2004)
- Premiul pentru sculptură “Saloanele Moldovei” Bacău- Chișinău (2005)
- Premiul de Excelență – Primăria Municipiului Iași, Salonul anual Artis (2005)